# 松原千明
松原 千明（まつばら ちあき、1958年〈昭和33年〉2月18日 - 2022年〈令和4年〉10月8日）は、日本の女優、タレント。身長162cm。ファッションモデルのすみれは長女にあたる。

## 人物・来歴
京都府京都市右京区太秦出身。三男三女の末っ子。時代劇俳優の原健策を父に、宝塚歌劇団卒業生（24期生）の乙女松子を母に持つ。父の原が広島出身のため、松原の実家は京都で広島風お好み焼き屋「千明」を経営し、千明も小さなときから、芸能界にデビューするまでお店を手伝っていた。子どもの頃は太秦（東映京都撮影所）が遊び場だった。
京都府立嵯峨野高等学校卒業、平安女学院短期大学キリスト教科卒業（1978年）。
10代の頃から地元関西で芸能活動を行い、短大卒業後、信用金庫のOLをしていた。
1980年、カネボウ化粧品のキャンペーンガール「カネボウレディ'80」応募者2万5700人から選ばれブレイクする。この年のカネボウキャンペーンは「女の時代・80年代」を代表する女性として、「健康的な美しさとファッションセンスを兼ね備え、やさしく、社会的知性に加え、国際的視野を持つ」が条件だったが、水着より知性のある受け答えで点数を稼ぎ、1位となった、松原は「将来はアメリカで暮らしてみたい。女性がとも働きしているところを見たいんです。日本だと家へ閉じこもりがちだから。だけど、外へ出て独りで暮らす度胸はあんまりないです」などと話した。
副賞の一部として掲げられた「東宝映画への出演」は『地震列島』の女性カメラマン役であった。以後はテレビドラマを中心に活動し、ラジオ番組のパーソナリティも担当。
1988年からは、朝日放送のテレビ番組『探偵!ナイトスクープ』で初代秘書役を1年間務めた。
ナイトスクープの仕事を開始した同年に当時トレンディドラマを中心に活躍していた俳優の石田純一と結婚。その後、松原は芸能活動を縮小し1990年に娘（後のすみれ）を1人もうけたが1999年に離婚。石田の不貞行為などが原因で後に娘とともにハワイへ移住。
離婚直後は一時芸能活動を再開し、同年6月にはエッセイ『リ・ボーン―ハワイの光のなかで』を出版するなどしたが、娘の英語の家庭教師だったハワイ在住の白人男性との再婚・妊娠をきっかけに再び芸能活動を休止、2000年に息子を1人出産し2児の母となった。
2006年には松原の娘がすみれとしてモデル活動を開始し、また松原も毎日放送（TBS系）『知っとこ!』2006年9月23日放送分へのゲスト出演を機に徐々に芸能活動を再開している。同時にフリーに転向せずかつて所属していた東宝芸能に所属・復帰した。再婚相手の白人男性とはその後、男性が経済面で松原を頼り始めたことや互いの性格の不一致などを理由に2008年暮れから離婚協議を進め、2009年に正式に離婚を表明した。
2022年10月8日、ハワイの自宅で死去したことが同年11月16日に小学館『女性セブン』の記事より報じられた。同日、すみれの所属事務所もホームページ上で公式に訃報を発表した。64歳没。

## 出演

### 映画
- 地震列島（1980年、東宝） - 梅島一枝[10]
- いつか誰かが殺される（1984年、東映） - 梨花 役
- はいからさんが通る（1987年、東映） - 吉次 役
- 菩提樹 リンデンバウム（1988年、東映） - 葛城柊子 役
- 死線を越えて 賀川豊彦物語（1988年） - 小秀 役

### テレビドラマ
- 結婚の四季（1980年、フジテレビ）
- 江戸の朝焼け（1980年、フジテレビ） - おせん 役
- 少年ドラマシリーズ（NHK総合）
  - 「家族天気図」第1シリーズ（1980年12月22日～27日） - 森岡理恵
  - 「家族天気図」第2シリーズ（1981年3月23日～28日） - 森岡理恵
- 平岩弓枝ドラマシリーズ（フジテレビ）
  - 女の座（1981年）
  - 嫁の座（1982年10月13日 - 1983年5月23日）
- 鬼平犯科帳 第2シリーズ 第24話「おみよは見た」（1981年、テレビ朝日） - おとよ 役
- なにわの源蔵事件帳（1981年 - 1982年、NHK総合）
- 木曜ゴールデンドラマ（よみうりテレビ）
  - 台所太平記～おんな八人寄れば…（1982年4月22日）
  - 女系家族（1984年1月5日） - 矢島雛子 役
  - 愛と青春の挽歌（1987年7月23日）
- 金曜劇場「女優シリーズ　妻たちは…… 第12話　夫婦の絆」（1982年6月25日、フジテレビ）
- ハウスこども劇場「UFOにのってきた女の子」（1982年6月29日、テレビ朝日）
- 東芝日曜劇場（TBS）
  - 第1332回「父の恋人」（1982年7月4日）
  - 第1343回「大文字はもう秋」（1982年9月19日、毎日放送）　※石田純一と初共演
  - 第1364回「おふくろの味」（1983年2月23日）
- 土曜ワイド劇場（テレビ朝日） 
  - 湖底の美女 江戸川乱歩の湖畔亭事件（1982年10月23日） - ゆかり 役
  - 三毛猫ホームズの狂死曲・バイオリン殺人事件（1982年） - 桜井マリ 役
  - 名探偵・金田一耕助(2) 仮面舞踏会 （1986年10月4日） - 笛小路美沙 役
  - 大女優殺人事件 死体が二度消えた! カメラに写った美しい女相続人（1986年12月13日）
  - 名探偵・金田一耕助(3) 三つ首塔 （1988年7月2日） - 宮本音禰 役
  - 西村京太郎トラベルミステリー 「日本海殺人ルート」（1988年）
- 時代劇スペシャル（フジテレビ）
  - 闇の傀儡師～徳川家世嗣暗殺の謎と背景（1982年11月26日、東映） - 津留 役
  - 人形佐七捕物帳 死を呼ぶ猫は金の爪（1984年1月12日、俳優座映画放送、映像京都） - お粂 役
- 特捜最前線 第361話「疑惑 警察犬イカロスの誘拐!」、第362話「疑惑Ⅱ 女捜査官の追跡!」（1984年、テレビ朝日・東映） - 井沢訓練士 役
- ドラマ人間模様 大阪暮色（1984年、NHK総合） - 武上直子 役
- 暴れん坊将軍シリーズ（テレビ朝日 / 東映）
  - 暴れん坊将軍II 第58話「泣いて馬謖の怨み節」（1984年） - おぶん 役
  - 暴れん坊将軍III 春の特別2時間SP編 第13話「将軍が消えた!? 吉宗暗殺の渦巻く紀州和歌山」（1988年）
- 徳川風雲録 御三家の野望（1986年、テレビ東京） - 登幾 役
- 連続テレビ小説 都の風（1986年、NHK総合） - 葵 役
- 若大将天下ご免! 第18話「復讐、涙の花嫁衣装!」（1987年、テレビ朝日） - お小夜 役
- 火曜サスペンス劇場 「裁かれる受胎」（1988年12月、日本テレビ・東宝） - 主演
- 直木賞作家サスペンス「白い花」（1989年1月16日、関西テレビ） - 主演
- 木曜劇場 あなたが欲しい（1989年、フジテレビ）
- 新春時代劇スペシャル「新吾十番勝負 江戸城(秘)大奥の陰謀!」（1990年、テレビ朝日・東映） - お縫 役
- 別れは春のささやき（1991年、フジテレビ）
- 現代推理サスペンス「赤い証言」（1991年、関西テレビ） - 主演
- 世にも奇妙な物語「ホーム・ドラマ」（1991年、フジテレビ） - 生田みどり 役
- 杉の芽（1992年、日本テレビ）
- 往診ドクター事件カルテ（1992年、朝日放送）
- 泣きたい夜もある（1993年、毎日放送）
- いつか好きだと言って（1993年、TBS）
- 運命峠（1993年、フジテレビ）
- 天空に夢輝き～手塚治虫の夏休み～（1995年、NHK総合） - 手塚文子 役
- 大河ドラマ（NHK総合） 
  - 八代将軍吉宗（1995年） - お幸
  - 毛利元就（1997年） - 相合の方
- 日だまり刑事 容疑者リオの涙（1997年、NHK総合）

### その他のテレビ番組
- 金鳥おもしろ俱楽部スターご勝手対談 (1988年、フジテレビ)
- 探偵!ナイトスクープ（1988年 - 1989年、朝日放送） - 秘書
- 素顔がいいね（テレビ朝日）
- 親どき子どき（TBS）
- きれいになるテレビ（1994年[注釈 1]、中京テレビ） - 司会
- THE・サンデー（1999年、日本テレビ）
- エチカの鏡〜ココロにキクTV〜（2008年、フジテレビ）
- 情報ライブ ミヤネ屋（2008年、よみうりテレビ） - 水曜レギュラー

### ラジオ番組
- ニューミュージックナウ[11]（1982年、FM東京（現・TOKYO FM）） ※古手川祐子の後任
- ミュージックトゥモロー'83[11] （1983年、FM東京）
- スーパーヒットポップス'84[11] （1984年、FM東京）
- 松原千明のポップスカクテル（1985年、FM静岡（現・K-MIX））
- 生島ヒロシのおはよう定食・おはよう一直線（2017年6月5日、TBSラジオ[12]）

### CM
- カネボウ化粧品本部（1980年）
- ハウス食品「こくまろカレー」・「シチュー」[13]

## 著書
- リ・ボーン―ハワイの光のなかで（1999年6月、KSS出版、ISBN 978-4877093716）